# 沃拉斯洛
沃拉斯洛，是匈牙利绍莫吉州所辖的一个村。总面积12.76平方公里，总人口149，人口密度11.7人/平方公里（2011年1月1日）。